# Lúnula lusitana do Chão de Lamas

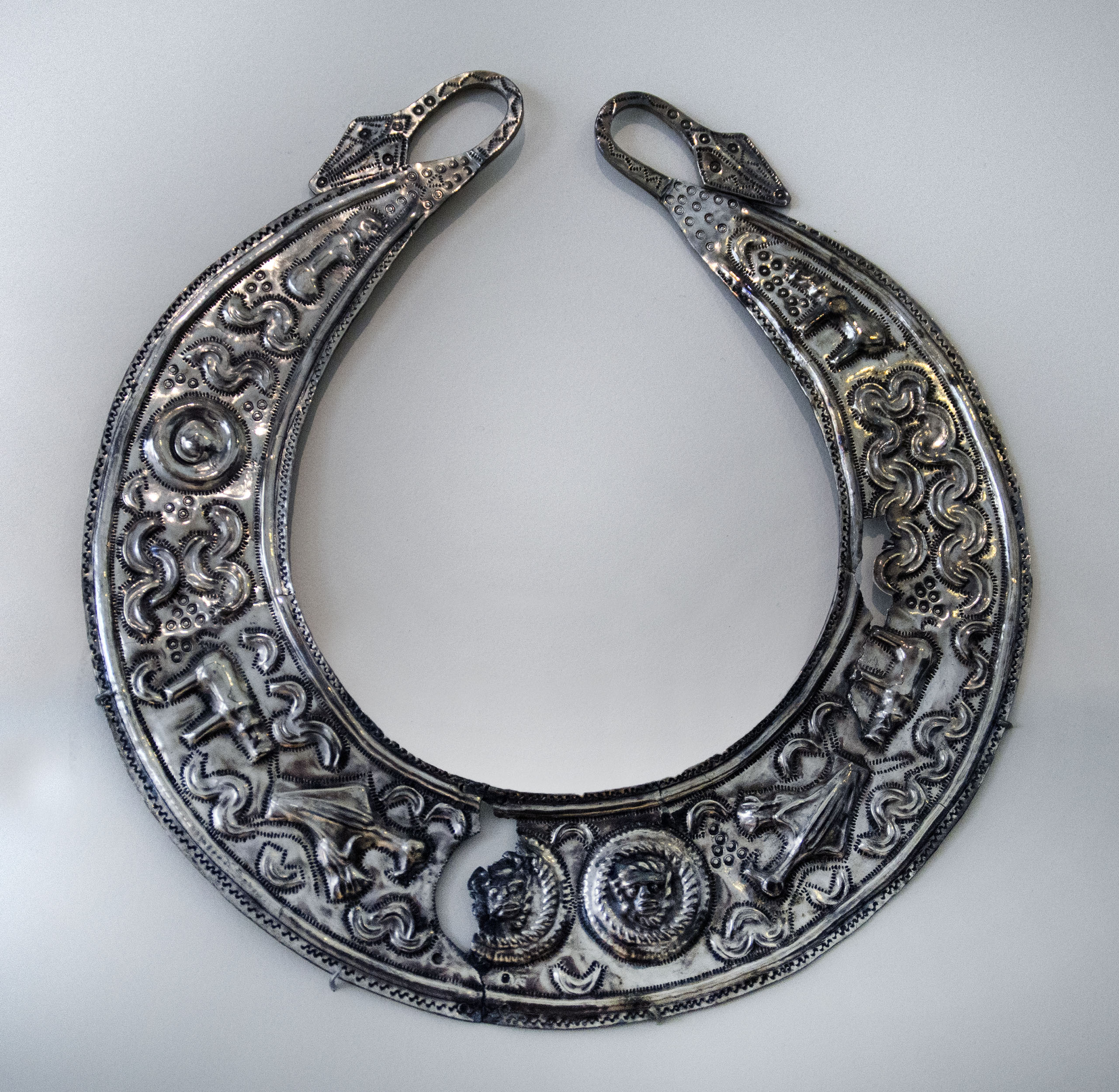
A Lúnula lusitana do Chão de Lamas, exposta no Museu Arqueológico Nacional, Madrid.

A península ibérica na época de Adriano quando a Lusitânia era uma província romana

A Lúnula lusitana do Chão de Lamas é uma espécie de peitoral em forma de meia-lua, daí a designação de lúnula. Foi elaborado pelos Lusitanos no final do século II a.C.

## Achado
A peça foi encontrada na zona do Chão de Lamas, na localidade de Miranda do Corvo, município português do Distrito de Coimbra e faz parte do chamado "Tesouro do Chão de Lamas".

## Interpretação
Na lúnula aparecem cenas de sacrifícios, com a representação de uma pátera, um punhal, javalis e "cabeças cortadas". As duas cabeças aparecem no centro, dentro de um círculo trançado, ambas com coroa de folhas.
A lúnula termina, em ambos os extremos, em uma cabeça de cobra. Estes terminadores são comuns nesta época tanto no Mediterrâneo quanto na Europa Central. Poderiam ser uma moda nas culturas mediterrâneas da época..

## Características técnicas
- Período: Idade do Ferro II.
- Estilo: Lusitano.
- Material: prata.
- Técnica: Repuxado, impressão, e fundição.
- Forma: pectoral de meia-lua.
- Espessura: 0,2 centímetros
- Diâmetro: 21,5 centímetros.
- Largura máxima: 5,2 centímetros.
- Peso: 120,63 gramas.

## Conservação
O peitoral conserva-se atualmente no Museu Arqueológico Nacional de Espanha, que o adquiriu em 1926.